# Vargskär, Hangö
Vargskär är en ö i Finland. Den ligger i Finska viken och i kommunen Hangö i den ekonomiska regionen  Raseborg i landskapet Nyland, i den sydvästra delen av landet. Ön ligger omkring 110 kilometer väster om Helsingfors.
Öns area är 2,4 hektar och dess största längd är 330 meter i sydväst-nordöstlig riktning.